# Завадський Сергій Владиславович
Сергі́й Володисла́вович Зава́дський (рос. Сергей Владиславович Завадский; * 18 лютого 1871 — †2 липня 1935/1943?) — правник, судовий, громадський, державний діяч, сенатор за Гетьманату Павла Скоропадського.

## Біографія
Походив з польсько-українського роду Рогуль-Завадських (мати — належала до дворянсько-купецького роду Писарєвих) з Поділля.
Народився 18 лютого 1871 року у місті Казань Казанської губернії Російської імперії.
У 1893 році закінчив юридичний факультет Московського університету з дипломом першого ступеня. 
У 1897–1906 роках — займав прокурорські посади у Москві, Петербурзі, Великих Луках і Новгороді. 
Після 1906 року — член Петербурзької судової палати, обер-прокурор кримінального і цивільного касаційного департаменту Сенату. 
У 1915 році став прокурором Петербурзької судової палати. Згодом займався розслідуванням справи про вбивство Григорія Распутіна. 
Із січня 1917 року — сенатор цивільного касаційного департаменту Правительствуючого Сенату. У березні 1917 року призначений заступником голови Верховної слідчої комісії по розслідуванню злочинів представників старого режиму.
Після розпуску Сенату більшовицькою владою наприкінці листопада 1917 року Завадські переїхали до Харкова.

### Робота у Гетьманському уряді Української Держави
6 травня 1918 року наказом гетьмана Павла Скоропадського призначений членом Генерального суду і виконуючим обов’язки заступника Міністра судових справ. Згодом — голова новоствореної Малої Ради міністрів. 
23 липня уряд схвалив подання Міністра юстиції Михайла Чубинського і призначив Завадського членом новоствореного Державного сенату, з залишенням також і на посаді Державного секретаря Української Держави. Від 26 липня — сенатор Загального зібрання Генерального суду.
Згідно з ухваленим Радою Міністрів 1 серпня 1918 року «Тимчасовим законом про Верховне Управління Державою на випадок смерті, тяжкої хвороби і перебування поза межами Держави Ясновельможного Пана Гетьмана всієї України» був призначеним другим, після Петра Яковича Дорошенка, Верховним Правителем Української Держави в разі смерті, тяжкої хвороби або складення повноважень гетьманом Павлом Скоропадським.
Один з авторів «записки дев'яти» міністрів (від 17 жовтня 1918 року), яка призвела до кризи в уряді Федора Лизогуба і змін у зовнішньополітичному курсі України — переорієнтації з Почвірного союзу на Антанту.
Після повалення Гетьманату Павла Скоропадського — приєднався до Білого руху. Восени 1919 року призначений товаришем голови Особливої комісії при головнокомандуючому Збройних сил Півдня Росії генералу Антону Денікінуз розслідування злодіянь більшовиків.

### Еміграція
У вересні 1921 року під іменем міщанина Степана Завістовського дістався Польщі.
Навесні 1922 року — перебрався до Праги, де провадив активну викладацьку і наукову діяльність, працював у російських еміграційних наукових установах.
Помер 2 липня 1935 року (за іншими даними — 1943) в Празі. Похований на Ольшанському цвинтарі. Його дружина — Калерія Іванівна (*1876 — †1963) — похована там само.